# Kiehuvuopio
Kiehuvuopio är en sjö i kommunen Enontekis i landskapet Lappland i Finland. Arean är 42 hektar och strandlinjen är 5,05 kilometer lång. Sjön  ingår i Torne älvs huvudavrinningsområde.   Den ligger omkring 280 kilometer nordväst om Rovaniemi och omkring 940 kilometer norr om Helsingfors. 
Sjön ligger mellan väg 21 och svenska gränsen.